# Pietroaldo
Pietroaldo (Bobbio, ... – dopo 1017) è stato un abate e vescovo italiano.

## Biografia
Era probabilmente nipote dell'abate Pietro dell'abbazia di San Colombano di Bobbio.
Succedette nella carica di abate a Gerberto di Aurillac, futuro papa Silvestro II nel 999. Durante il suo abbaziato, nel febbraio del 1014 e per opera dell'imperatore Enrico II e di papa Benedetto VIII, fu istituita la diocesi di Bobbio. Pietroaldo assunse contemporaneamente le cariche di abate di San Colombano e vescovo di Bobbio.
Pietroaldo morì dopo il 1017.